# Parodiodoxa
Parodiodoxa es un género de plantas fanerógamas de la familia Brassicaceae. Comprende una especie, Parodiodoxa chionophila. 
Etimología
Parodiodoxa: nombre genérico que fue asignado en honor a Lorenzo Raimundo Parodi (1895-1966), botánico argentino.
- Datos: Q10344842
- Especies: Parodiodoxa